# 新莊潮江寺
25°01′59″N 121°27′05″E / 25.032980°N 121.451500°E
新莊潮江寺，是位於臺灣新北市新莊區興漢里新莊廟街、大漢溪畔的土地祠兼觀音寺，原先是碼頭工人休息的草屋、防禦對岸板橋漳州人的瞭望台。

## 歷史沿革
清朝末葉，新莊與對岸板橋的漳州人發生泉漳械鬥，新莊人就在新莊廟街米市巷巷尾與新莊港一間原稱為「草厝仔間」工寮草屋上方搭建二樓高的瞭望台，作為預警之用。 

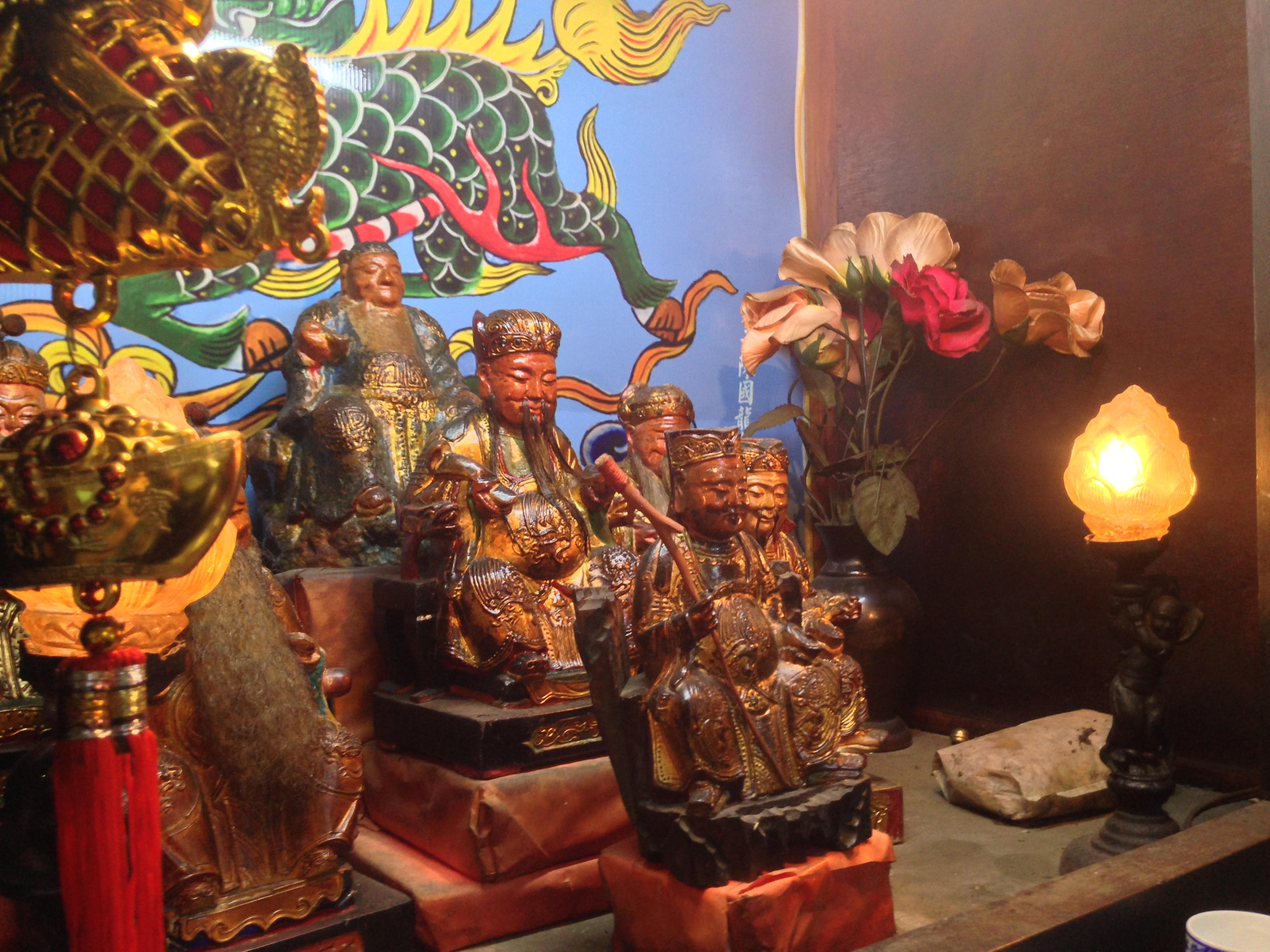
一樓神像

臺灣日治時代，以磚瓦改建為二樓高廟宇，據傳當時有一石頭浮出水面，狀似觀音菩薩，當地民眾故在福德祠樓上加蓋名為「潮江寺」的觀音寺以供奉祭拜。另一說是，有人從大漢溪中找到一塊狀似觀音的石頭，帶回祭拜，相傳很靈驗，地方遂共同在河邊蓋廟奉祀。
居民認為建築物門口原本面臨大漢溪，是保佑到北邊的板橋江仔翠，沒保佑新莊，故建寺時將門轉向面朝米市街，而形成現今的方位。又因位於大漢溪畔，故名「潮江寺」。當地居民說自從轉向後，原先常來拜的板橋人不再來祭拜。
改建後的建築立面融合閩南、新巴洛克與舊日式風格特色，不同於傳統廟宇。有「金」形馬背、福州門、拖拉窗等構造。上下樓層之間以單人行走的木造階梯相連。二樓其短陽台則有仿維多利亞式的泥塑欄桿。
今址為新莊區碧江街47號。
一樓祭拜土地公、二樓祭祀觀音的雙主神廟宇還有臺北市中山區的下塔悠福德爺宮、基隆市七堵區的百福中埔福德宮。

## 文資保護
時任新莊市長的黃林玲玲為了保護文化遺產，任內將此街一帶變更地目。在2003年《聯合報》報導時，因建物失修，需要超過新台幣五百萬元的經費，廟方望有善男信女出資，將此二合一的廟改成傳統的燕尾建築廟宇。
興直堡文史工作室的曾素月在該年5月6日表示，此建築不但在新莊，在臺灣都很罕見，可說相當珍貴，若把廟改太過華麗且繁複，和一般土地公廟有何差別？她說，從該幢建築風格來看依稀可見是日治時期大正厝的樣式，林衡道到新莊老街來導覽時，此廟是必到一站，可見其在文史上價值。她並呼籲最好能夠保留立面、山牆以及廟內一些特殊的窗台結構等。

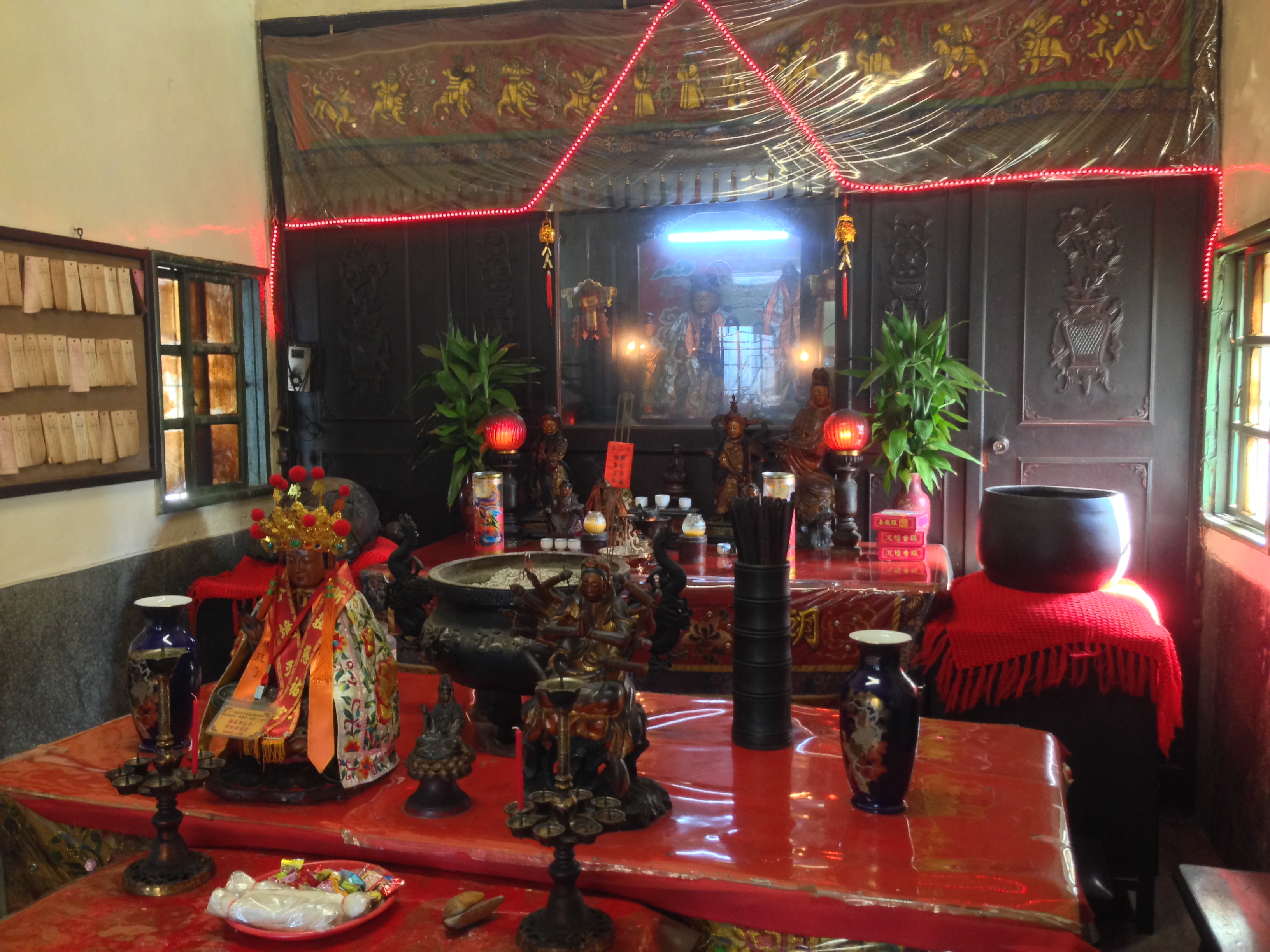
二樓神像

2013年8月13日，新北市政府古蹟歷史建築聚落及文化景觀審議委員會以「新莊潮江寺」之名公告此廟列為新北市文化資產的歷史建築，理由是原址曾是早期大漢溪與新莊河港聚落的臨河防守高台，具地方發展歷史意義。